# HK (bande dessinée)
Vous lisez un « bon article » labellisé en 2016.
Pour les articles homonymes, voir HK.
HK est une série de bande dessinée française de science-fiction créée par Kevin Hérault et le scénariste Jean-David Morvan et publiée depuis 1996 par Glénat.
La série met en scène Karl Hollister (initiales HK), jeune homme handicapé habitant Avalon, une exoplanète qui a été colonisée par les humains durant une période de conquête spatiale. Le retour sur sa planète des forces armées terriennes influence grandement le cours de sa vie. Il s'agit d'une bande dessinée de science-fiction et d'aventures centrée sur le parcours initiatique du jeune HK.
De 1996 à 1998, trois albums sont d'abord publiés au format manga dans la collection « Akira ». En 2001, Hérault poursuit seul la série au format franco-belge traditionnel dans la collection « Grafica ». Après avoir publié un volume de ce second cycle, il se lance dans la refonte des trois premiers albums « manga » en six albums au format « franco-belge ». Des problèmes de santé empêchent le dessinateur de mener à terme ce travail, la série restant en suspens depuis 2012.
Saluée pour son univers crédible et ses dessins beaux et dynamiques, la série s'inspire des mangas de type Seinen mais aussi de la culture française. Malgré les qualités notées par les critiques, la série peine à trouver son public.

## Univers

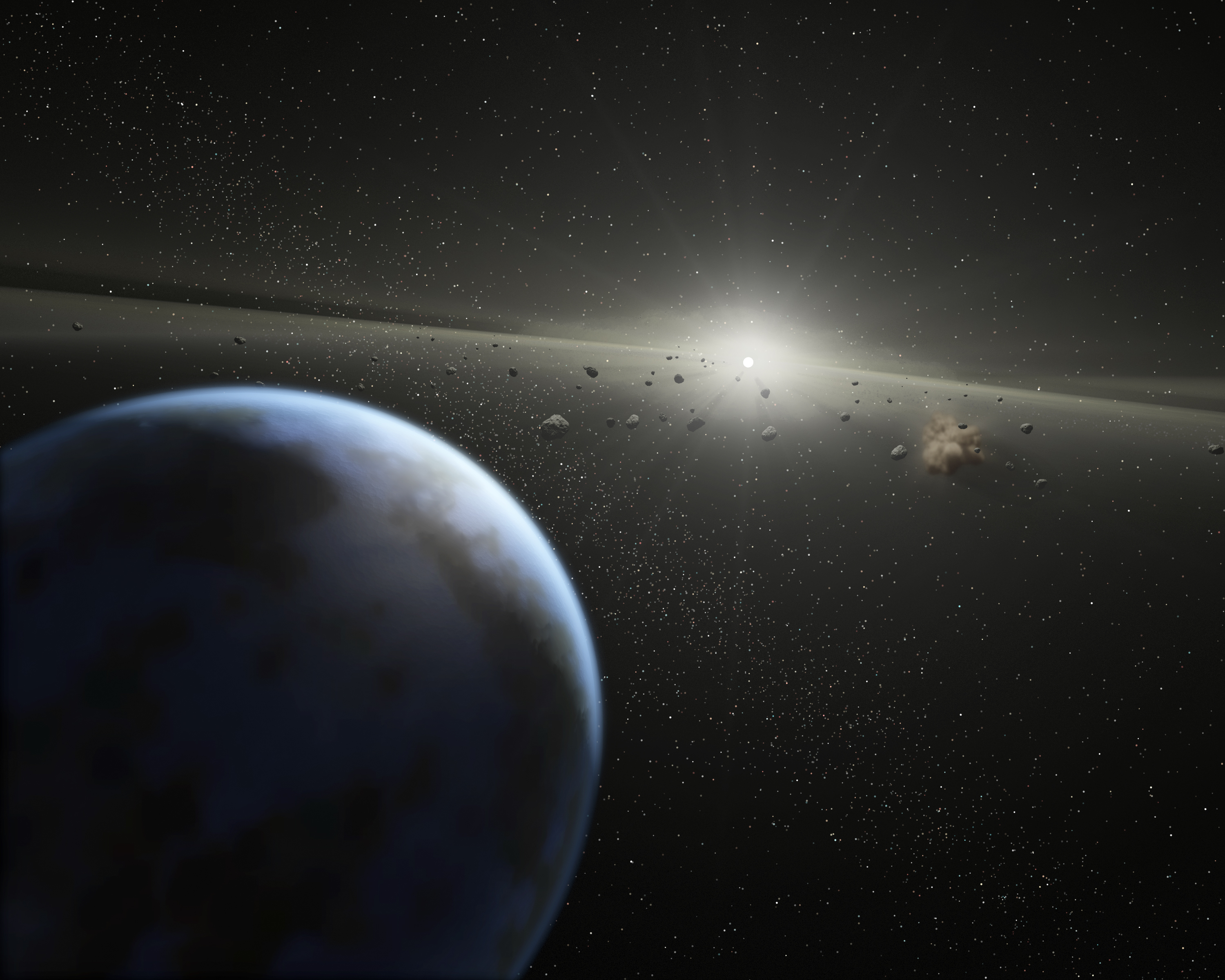
Vision d'artiste d'une planète vue de l'espace.

### Toile de fond
Au XXXVe siècle, l'espèce humaine a tant bien que mal colonisé l'espace, échappant de justesse à son extinction sur Terre. Mille trois cents ans après le départ des premiers colons, la Sphère (nom donné à l'espace colonisé par les humains) s'étend jusqu'à environ trente-sept parsecs du système solaire. L'histoire humaine a vu naître de nouveaux États, de nouvelles économies et de nouveaux conflits.
Le Gouvernement terrien en place depuis un siècle est une organisation dont le concept fonctionnel recouvre tous les champs des sciences humaines (économie, industrie, politique et armée) pour agir comme une seule entité : l'Axe. Certains considèrent l'Axe comme une mégacorporation militaro-industrielle ayant pour seul but de s'arroger le pouvoir et des profits.

### Synopsis
En février 3408, l'Axe reprend le contrôle des planètes qu'il a perdues lors des conflits indépendantistes cinquante ans auparavant. Avalon est l'une de ces planètes.
Sur le port spatial minier, le retour des troupes terriennes ne fait pas l'unanimité. La population est sceptique au contraire des autorités qui pensent que cette nouvelle alliance tirera Avalon du marasme économique dans lequel elle est tombée. Karl et son cousin Cedrick sont deux petits voleurs des docks. Ils tentent de continuer leurs combines malgré l'instauration de la loi martiale. Lola Sterling, la fille du conciliateur chargé de négocier les modalités de la collaboration avec l'Axe, est consternée par le retour des Terriens. Avec des amis de la haute société, elle décide de créer un groupuscule de résistance à l'Axe. Plus idéalistes que vrais révolutionnaires, les membres de ce groupe sont vite dépassés par les conséquences de leurs actes. Lors d'une de leurs missions nocturnes ils rencontrent la bande de Cedrick et Karl. Ils concluent une alliance qui les emmènera jusqu'à une situation explosive.

Drapeau de l'Axe.
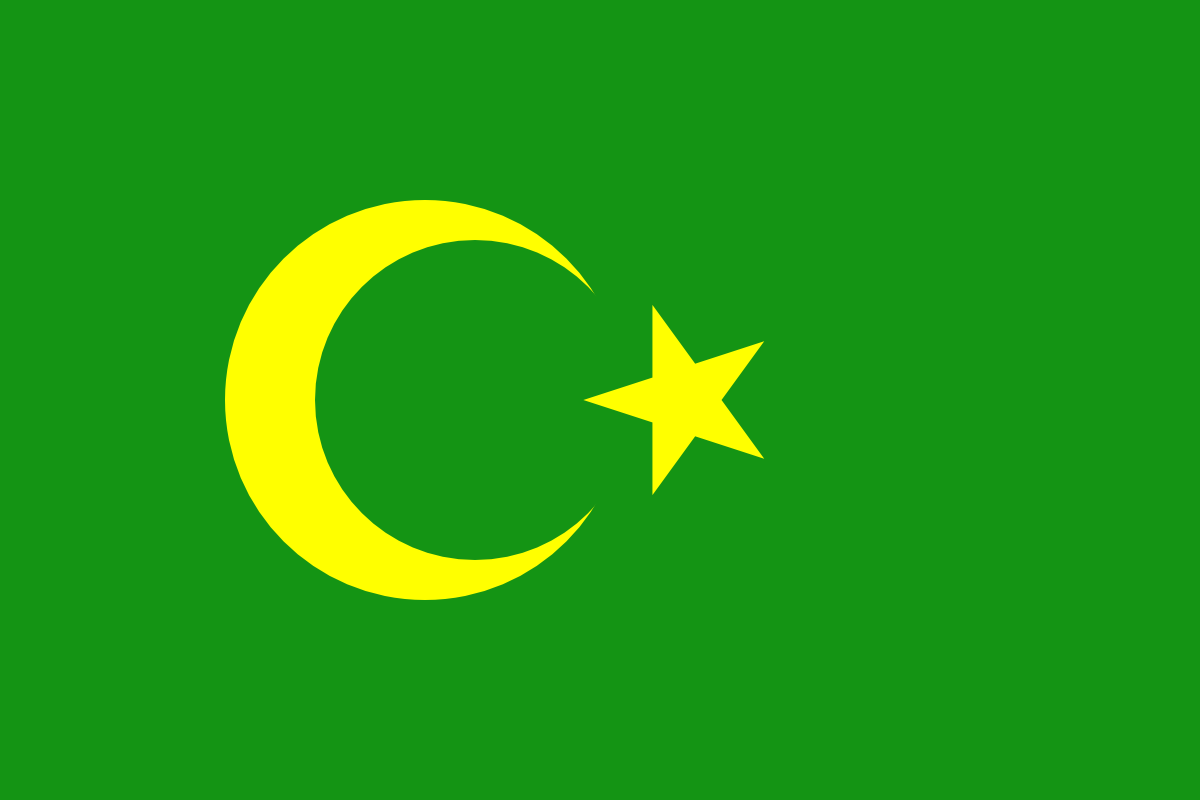
Drapeau d'Avalon.

### Personnages principaux

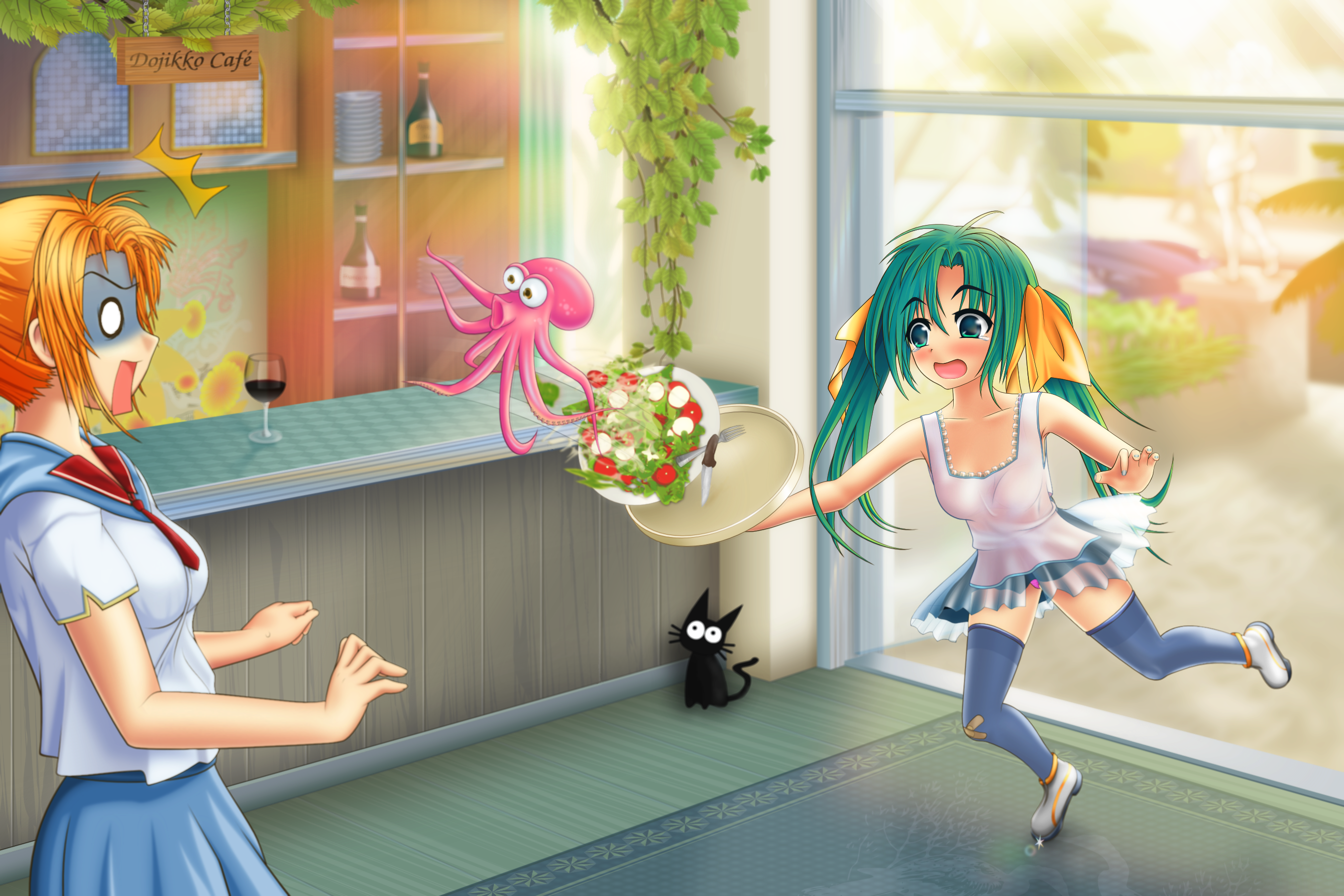
Comme Karl, les personnages aux cheveux verts sont fréquents dans les mangas.

- Karl Hollister (HK[Note 1]) est le personnage principal de l'histoire. Il est le second d'une famille de trois enfants. Son frère aîné se nomme Nathaniel et sa petite sœur Candice[p 1]. Il a la particularité avec sa mère, son frère et sa sœur d'avoir les cheveux verts. Issu d'une famille modeste, il doit se lancer dans la vie active très tôt. À quinze ans, il devient donc artificier dans la grande mine d'extraction de la Caldera. Deux ans plus tard, en 3406, un accident d'explosifs le laisse amputé des deux jambes[p 2]. La sécurité sociale d'Avalon lui paie deux prothèses de jambes mais il ne parvient plus à retrouver du travail[p 2]. Il monte alors avec son cousin Cedrick une petite bande de voleurs dans le quartier des docks. Il sort avec une jeune fille prénommée Magalie[p 3]. Le nom Hollister est inspiré d'un personnage du roman La Guerre éternelle. Ce livre fait en effet partie des influences principales de HK[a 2],[2].
- Eulalie « Lola » Sterling est la fille du conciliateur avalonien Adémar Sterling. Entourée de son père et de son majordome Ghislain, elle fait partie de la jeunesse dorée et a grandi loin des problèmes de la majorité des habitants d'Avalon[p 4]. Étudiante, elle souhaite obtenir un doctorat en sociologie[p 2].
- Cedrick Hollister est le cousin germain de Karl et aussi son meilleur ami. Il vit avec sa mère et sa petite sœur Émeline. Tout comme son cousin, il travaille très jeune à la mine. Après l'accident qui coûte ses deux jambes à son cousin, il démissionne[p 5]. Il fonde alors avec lui une petite bande organisée de voleurs sur les docks. Cette troupe est en partie composée d'amis d'enfance des deux cousins comme Anton et Enya[p 6].

### Personnages secondaires
- Adémar Sterling : il est le chef d'un mouvement estudiantin dans les années 3350. Il a activement participé à la guerre d'indépendance d'Avalon. Il se lance ensuite en politique[p 7]. Il parvient après de nombreuses années de pratique politique à se faire nommer conciliateur d'Avalon.
- Anton : c'est un ami d'enfance de Karl et Cedrick[p 6]. Avec sa petite-amie Enya, il est l'un des membres de la bande de Cedrick[p 8]. Il devient ensuite son ennemi juré.
- Buuhalis : cyborg de l'Axe, son cerveau et sa moelle spinale sont intégrés dans un cortex mécanique protégé par une lourde enveloppe technologique[p 9]. Il est transféré par le Lieutenant pour servir de binôme à Karl au sein de son bataillon à bord du Balaena Nūn[p 10]. Il est doté d'un fort sens de l'humour. Le nom de ce personnage est dérivé de celui de la lettreuse L. Lois Buhalis qui officia sur l'adaptation américaine du manga Appleseed de Masamune Shirow[a 3]. Buuhalis est un hommage double au personnage Briareos Hecatonchires d’Appleseed et aux Evas de la série télévisée Neon Genesis Evangelion[a 4].
- Émeline Hollister : petite sœur de Cedrick et cousine de Karl, elle est jeune et innocente. Elle voit d'un mauvais œil les filles qui tournent autour de son cousin[p 11].
- Eucharistie Asumita : elle est chirurgienne spécialisée en greffe cybernétique et capitaine dans l'armée de l'Axe[p 12]. Le nom Asumita est choisi par les auteurs pour sa sonorité japonaise qui tranche avec le prénom chrétien d'Eucharistie qui veut dire en grec ancien Action de grâce[a 5]. Elle est inspirée du mannequin de charme allemand Chloe Vevrier[p 13].
- L'intendante Chouraqui : elle est formatrice à bord du vaisseau spatial Balaena Nūn[p 14]. Son nom est un hommage au réalisateur français Élie Chouraqui dont Kevin Hérault aime le film Qu'est-ce qui fait courir David ? (1982)[a 3].
- L'intendante en chef Gabrielle Rasczak : elle est la formatrice du bataillon de Karl à bord du vaisseau d'instruction Balaena Nūn[p 15]. Son nom est un hommage au lieutenant Jean Rasczak mentor de Johnny Rico dans Étoiles, garde-à-vous ! (1959) et dans son adaptation au cinéma Starship Troopers (1997)[a 3].
- Ivar Miossec[p 16] : fils de ministre[p 12] et petit-fils de député[p 17], il est allé à l'école des beaux-arts[p 18]. Il appartient au groupe d'amis de Lola. Ils ont ensemble une brève aventure[p 19]. Son nom est un hommage au chanteur français Christophe Miossec[a 3].
- Le lieutenant : mystérieux officier de l'Axe, il appartient aux commandos spéciaux[p 20]. Sa mission est de recruter des « proies » qui seront formées à bord d'un des pénitenciers de l'Axe[p 21].
- Mapi Pûun : cette animaine mi-chat mi-humaine de huit ans est créée dans un laboratoire génétique. Elle a subi une croissance accélérée en cuve pour obtenir plus rapidement l'apparence d'une femme de seize ans. Elle travaille comme infirmière dans l'armée stationnée sur l'astéroïde de Massilia[p 22],[2].
- Le maréchal Schnurrbart et le colonel Augenbraue : officiers supérieurs de l'Axe[Note 2], ils sont les ambassadeurs envoyés par l'Axe pour ratifier le traité commercial avec la planète Avalon.
- Ophélie Summer : journaliste à LCI, elle tente de réaliser du journalisme d'enquête mais se voit vite confrontée à la censure de l'Axe[p 23]. Son nom est son apparence sont inspirés de la chanteuse française Ophélie Winter[Note 3].
- Reith Vance, Rico Heinlein, Hari Asimov, Chan Lehman et Mulligan Brunner : ce sont les condisciples de Karl à bord du vaisseau d'instruction Balaena Nūn[p 24]. Tous ces personnages ont des noms empruntés à des héros et des auteurs de romans de science-fiction. Vance est une référence à Adam Reith, héros du Cycle de Tschaï de Jack Vance, Rico à Johnny Rico, héros d' Étoiles, garde-à-vous ! de Robert A. Heinlein, Asimov à Hari Seldon, héros du Cycle de Fondation d'Isaac Asimov, Lehman à Chan Coray, héros du Cycle de F.A.U.S.T. de Serge Lehman et Brunner à Chad Mulligan, héros de Tous à Zanzibar de John Brunner[a 3].
- Hubert Saglier, Ernesto Barr et Cécile Tokarev : ce sont des militaires affectés avec Karl sur la station spatiale de Massilia[p 25],[2].

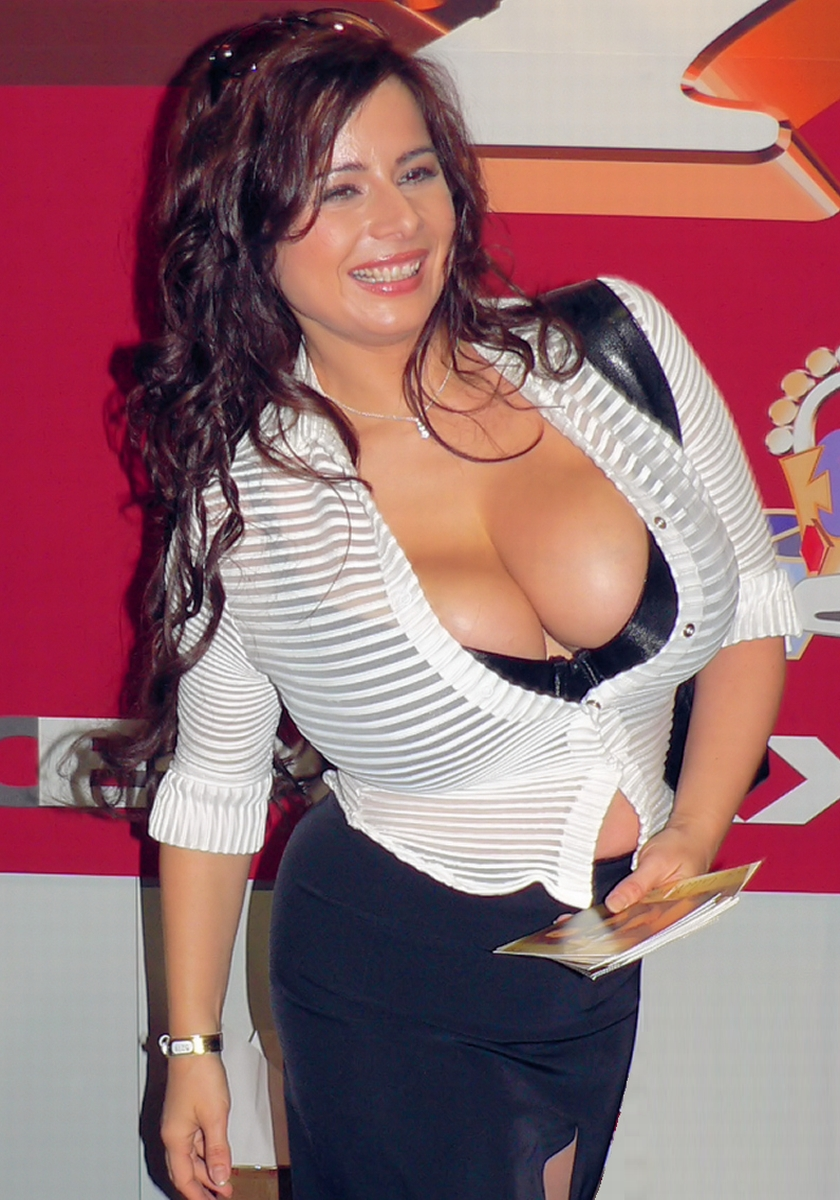
Chloe Vevrier est le modèle graphique du personnage d'Eucharistie Asumita.
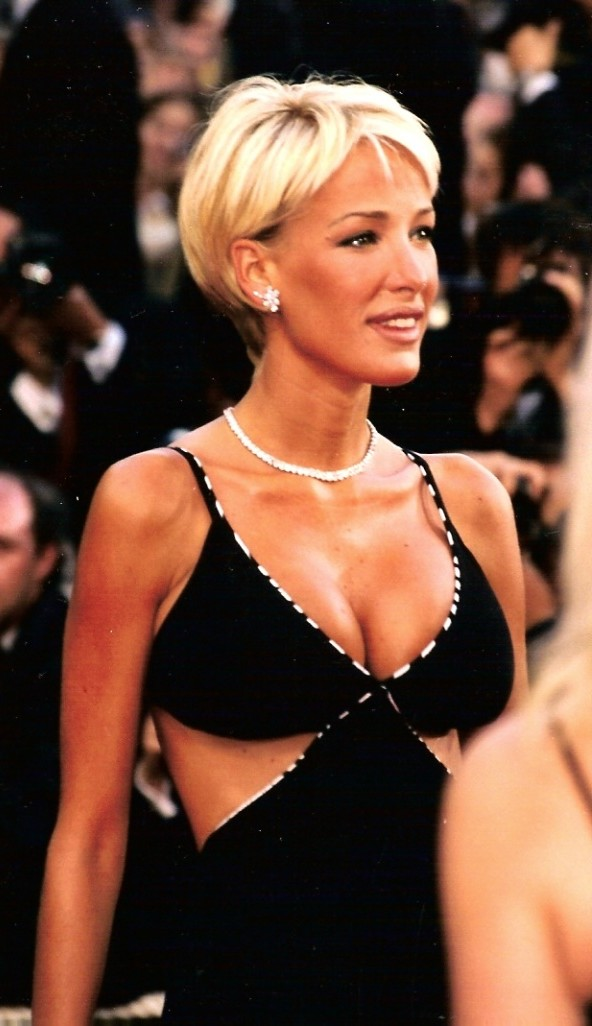
Ophélie Winter est le modèle graphique du personnage d'Ophélie Summer.

### Peuples
La série présente essentiellement deux peuples :
- Les Terriens de l'Axe : l'Axe est l'organisation qui dirige la Terre et de nombreuses autres planètes. Les Terriens sont au service de l'Axe. La vie sur Terre est opulente et bien réglée[p 26]. Une cinquantaine d'années après le conflit d'indépendance d'Avalon, les « Neuf Généraux » qui dirigent l'Axe imposent de nouveau leur pouvoir à d'anciennes colonies (comme Avalon) en échange d'un partenariat économique. Par le biais de ces traités, l'Axe obtient des gouvernements de ces planètes l'enrôlement d'un maximum de jeunes sans-emplois et de délinquants dans leur armée. La raison de ce recrutement massif pourrait être une guerre prochaine avec une puissance inconnue[p 27]. Malgré une supposée toute-puissance, l'Axe est infiltré par une cinquième colonne qui fédère les séparatistes de diverses planètes[p 28].
- Les Avaloniens : En 3353[p 29], les Avaloniens obtiennent leur autonomie après un conflit d'indépendance. La dernière action militaire de cette guerre est la destruction par l'Axe des installations lunaires, qui cause des milliers de morts. Les débris de ce qui était la lune d'Avalon forment alors un anneau en orbite géostationnaire, certains débris s'écrasent même sur la planète[p 30]. Dans les années qui suivent, la planète tombe dans un marasme économique générant un fort taux de pauvreté[p 2]. En 3408, les autorités d'Avalon acceptent de négocier un traité d'alliance avec l'Axe dans l'espoir que celui-ci les aidera à relancer l'économie de la planète[1].

### Vaisseaux spatiaux
Comme dans beaucoup de séries de science-fiction, les vaisseaux spatiaux dans HK sont le seul moyen de communication entre les différentes planètes. Dans la série, les vaisseaux de l'Axe ressemblent à des animaux marins :
- Le Lafayette : Il tire sa forme du dauphin (Tursiops truncatus) et son nom des frégates La Fayette. Il est offert par l'Axe au gouvernement d'Avalon[p 31].
- Le Balaena Nūn : Il tire sa forme du requin-baleine (Rhincodon typus). Il s'agit du vingt-cinquième bâtiment de ce type car Nūn est la vingt-cinquième lettre de l'alphabet arabe. C'est dans ce vaisseau que Karl fait ses classes[p 32].

## Historique

### Création de la série

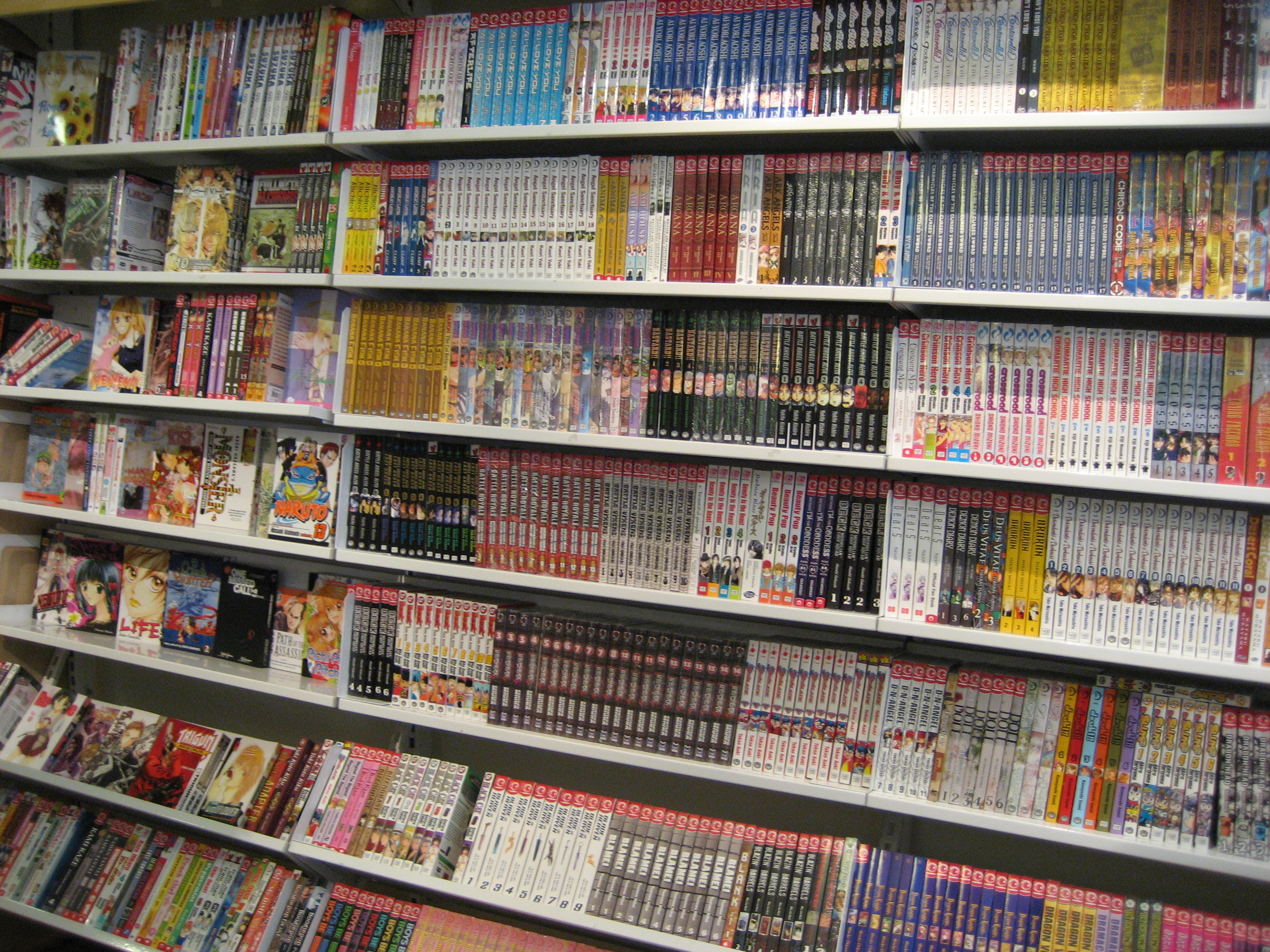
Les mangas ont beaucoup inspiré les auteurs.

De 1990 à 1992, le manga Akira sort en France aux éditions Glénat suivi par la sortie de son adaptation en long-métrage d'animation le 8 mai 1991. Ce dernier devient rapidement un film « culte » et aide la version cartonnée à obtenir les faveurs du public et de la critique. Surfant sur ce succès, Glénat lance une collection « Akira » qui comme pour Akira, traduit des mangas Seinen à partir de leur adaptation américaine. Elle comprend notamment les séries Appleseed et Ghost in the Shell de Masamune Shirow ainsi que Gunnm de Yukito Kishiro. Fin 1993, Jean-Claude Camano, directeur de la collection « Akira », lance des séries françaises dans cette mouvance. Le premier titre est Nomad de Jean-David Morvan, Sylvain Savoia et Philippe Buchet.
En 1994, Jean-Claude Camano reçoit le dossier du jeune dessinateur Kevin Hérault, alias Trantkat. Celui-ci est un grand fan de mangas dont les titres alors publiés par Glénat. Il est autodidacte du dessin et participe alors au fanzine Tsunami des éditions Tonkam,,.
Kevin Hérault amène à l'éditeur un projet de science-fiction qu'il développe depuis son adolescence et dont le point de départ était un jeu de rôle. À la demande de Kevin Hérault, inquiet de ses capacités à structurer correctement son histoire, Jean-Claude Camano associe le scénariste débutant Jean-David Morvan au projet du dessinateur. La série HK est alors mise sur les rails. Cette collaboration donne le premier cycle complet de HK : trois albums de format « manga », comptant au moins cent trente-six planches, en 1996 (Avalon), en 1997 (Paradiso) et en 1998 (Balaena Nûn). Kevin Hérault dessine alors plus de cent pages par an au sein de l'Atelier 510 TTC, un studio graphique de Reims.
Épuisé par le rythme soutenu du studio, Hérault retourne en région parisienne pour dessiner en 1999 Tutti frutti pour les éditions Delcourt et en 2001 Agapé pour Vents d’Ouest. Morvan, lui, se consacre à une nouvelle série de science-fiction : Sillage chez Delcourt.

### Changement de format
En 2001, Glénat décide de stopper la collection « Akira » et de changer le format de la série HK, seule des trois séries françaises de la collection à continuer. Massilia, le premier album du deuxième cycle est donc édité en format franco-belge. Le succès commercial de ce dernier est bien plus important que celui des précédents opus. Il est donc envisagé par la maison Glénat de rééditer les trois albums de cent trente-six planches du premier cycle en six albums de soixante-huit pages. Kevin Hérault n’est pas contre l'idée de cette réédition, mais il souhaite que les albums ne soient pas simplement un agrandissement du matériel original à la pagination divisée en moitiés,. C'est également pendant la création de l'album Massilia que Kevin Hérault décide de scénariser seul le reste de la série. Il indique que « Si nous avons cessé de collaborer, c'est de mon fait : j'ai considéré à un moment donné que nous n'étions plus sur la même longueur d'onde quant aux directions qu'allait prendre l'histoire et surtout quant aux principes de mise en scène que nous allions lui appliquer. Sans doute aussi que je considérais avoir acquis assez de maturité pour prendre mon propre envol en solo ». À partir de cet album Hérault réalise également les couleurs qui auparavant étaient réalisées par le duo Color Twins.
En 2003, Kevin Hérault commence le travail de refonte nécessaire à la réédition. Ce travail consiste essentiellement à la réorganisation des césures, la « re-colorisation » des deux premiers albums et à la création de nouvelles planches. En 2007, quatre des six albums prévus pour la réédition sont sortis. Des problèmes de santés empêchent Kevin Hérault de sortir les deux autres albums dans la foulée. Le cinquième tome sort finalement fin 2012 mais n’est pas suivi par le sixième qui devait conclure la réédition du premier cycle.

### Projet de tome 0
Un tome 0 a également été envisagé au cours du processus créatif. Il devait revenir sur les passages importants de la vie de Karl avant l'arrivée de l'Axe. L'album devait notamment contenir une scène sur l'accident du travail de Karl. « Il était question de raconter l'enfance de Karl, Cedrick et leur famille, par saynètes retraçant les passages importants de leurs vies ». L’album devait s’ouvrir sur la naissance de Karl et se terminer au moment où Cedrick et lui décident de fonder leur bande de voleur après des évènements importants comme : « le départ du père de Cedrick lorsque ce dernier a huit ans, le décès du grand frère de Karl, les années école et collège, avec les premières bagarres et les premiers émois amoureux des deux garçons ». Cependant, Kevin Hérault a préféré mettre de côté cet album pour mieux se concentrer sur la suite de la série.

### Suite de la série
Le cycle 2 devait être centré sur une guerre que mène l’humanité contre une nation d’extraterrestres. L’album Massilia montre le quotidien de Karl en tant que soldat dans une caserne. Le 2.2 devait développer des personnages secondaires laissant Karl plus en retrait. Le 2.3 présentait le début de la guerre et se focaliser sur des batailles de vaisseaux spatiaux. Le 2.4 devait faire la part belle aux combats terrestres. Les 2.5 et 2.6 racontaient les mésaventures des personnages enlisés dans une Guerre de tranchées proche de celle de la première Guerre mondiale. Le cycle 3 devait lui se situer sur Terre qui est devenue un monde élitiste et opulent en total opposition avec la situation de la planète Avalon.

## Analyse

### Inspirations

#### Scénario
HK est avant tout un parcours initiatique. Le héros est présenté au sortir de l’adolescence et il évolue et grandit au fils des récits. Le second cycle présente notamment les plaisirs de la jeunesse : les sorties entre copains et les liaisons sentimentales puis l’entrée brutale dans l’âge adulte avec le début de la guerre. Bien que gravitant dans un univers de science-fiction de type space opera, HK se veut également un mélange des genres où, bien que la société soit futuriste l’architecture reste très contemporaine.
Le premier cycle d’HK est sombre et pessimiste . Il est avant tout la genèse de cet antihéros qu'est Karl Hollister. Le lecteur découvre au fur et à mesure un peu plus le caractère tourmenté de Karl. Dans le tome 1.5, les auteurs placent leur héros dans un univers carcéral où les règles strictes amènent à la création de soldats parfaits. Paradoxalement, cet univers d’hommes est encadré par des femmes au physique de Vénus callipyge. Elles ont à la fois le rôle de matriarches, de gardienne de l’ordre et de source de la connaissance. La fin du cycle, moins psychologique, fait en revanche part belle à l’action.
Le début du second cycle est lui plus léger. Il met l’accent sur les relations d’amour et d’amitié de Karl alors qu’il est simple soldat en garnison. L’auteur met également en place un récit parallèle à conation policière. Après Karl, l’autre présence qui domine la série est l’Axe. À l’instar de la Fédération, l’organisation militaire qui dirige l’humanité dans le film de science-fiction Starship Troopers (1997), l’Axe est un régime autoritaire utopique, cynique et violent. Il n’hésite pas à manipuler les héros trop naïfs.
Pour la mise en place du récit Kevin Hérault s’impose de ne pas recourir aux flashbacks explicatifs et aux bulles de pensées. Pour lui, cette facilité narrative « sert à dire l'histoire au lieu de la mettre en scène ». Le récit est donc totalement linéaire.

#### Dessins
Kevin Hérault revendique l’influence du dessinateur japonais Masamune Shirow, le créateur du manga Appleseed. Mais aussi d’autres artistes japonais comme Katsuhiro Ōtomo, auteur d’Akira et Ikuto Yamashita, dessinateur notamment de Neon Genesis Evangelion. Côté français, il s’inspire notamment de Martin Veyron et de L'Incal de Moebius et Alejandro Jodorowsky dont il tire l’idée des personnages à têtes d’animaux. Le dessin se rapproche également du comic américain Weapon Zero. Il est un point de rencontre de nombreuses influences issues de diverses cultures.
La façon dont Kevin Hérault courbe ses personnes donne une impression de vitesse dans les déplacements. Cela donne un côté cinématographique qui permet d’admirer le travail de dessin et de couleurs. Travail qui est souvent mis en valeur par des effets de transparence. La forme des personnages est également accentuée et lissée.

#### Culturelle

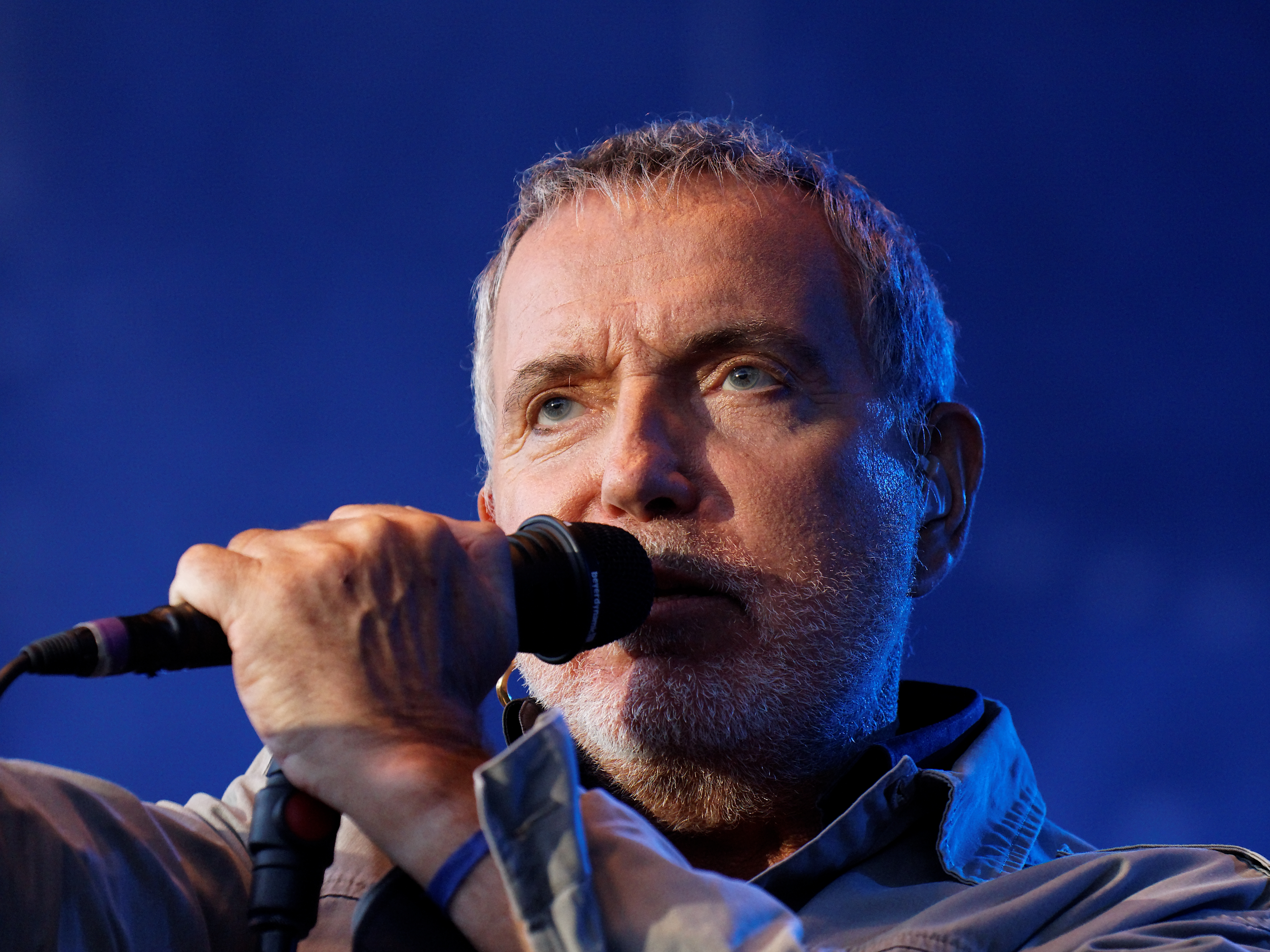
Une chanson de Bernard Lavilliers est présente sur la première page des quatre premiers albums.

### Format manga

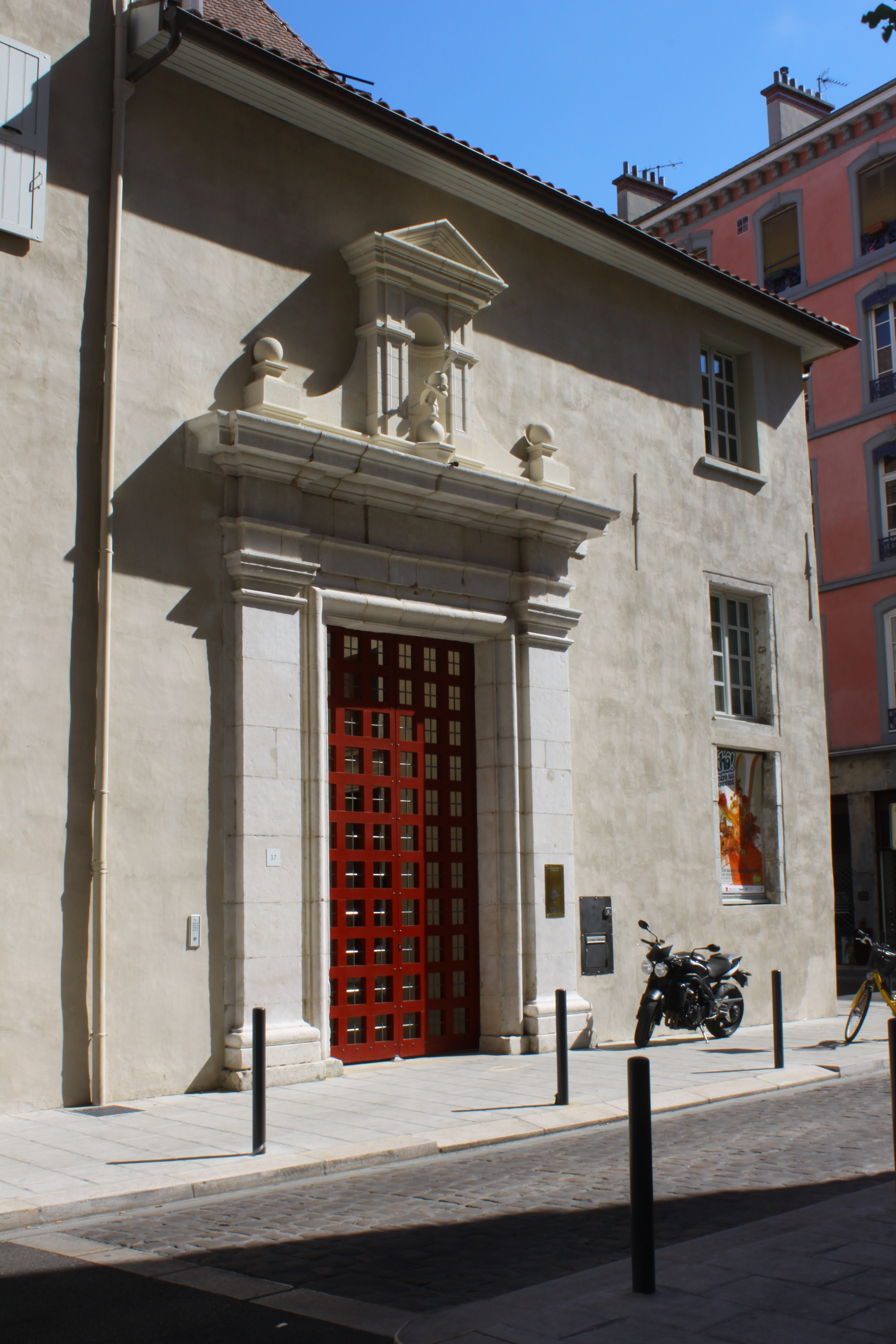
Siège de Glénat à Grenoble, éditeur français dHK.